# Экен, Реха
Мехме́т Реха Экен (тур. Mehmet Reha Eken; 28 августа 1925 — 18 августа 2013) — турецкий футболист, футбольный тренер, играл на позиции нападающего. Участник летних Олимпийских игр 1948 года. Младший брат Бюлента Экена.

## Биография

### Игровая карьера
Воспитанник стамбульского клуба «Галатасарай». В 1944 году присоединился к основному составу «Галатасарая», в составе которого отыграл 10 сезонов. За стамбульский клуб Экен сыграл 102 матча и забил 60 голов. В 1954 году из-за конфликта с главным тренером «львов» Гюндюзом Кылычем перешёл в «Эмнийет», в составе которого отыграл один сезон и завершил карьеру.

### Карьера в сборной
В составе сборной Турции принимал участие на олимпийском футбольном турнире 1948 года, но на турнире на поле так и не вышел. Всего за сборную Турции сыграл 4 матча и забил 6 голов.

### Тренерская и административная карьера
Работал главным тренером клубов «Каршияка» и «Гёзтепе».
С 1965 по 1969 год входил в совет директоров «Галатасарая». В 1970-х годах отвечал за трансферы «львов» и за этот были приобретены такие игроки как Шевки Шенлен и Энгин Верел.

### Смерть
Скончался 19 августа 2013 года в Стамбуле в возрасте 87 лет.

## Достижения
«Галатасарай»
- Чемпион Стамбульской лиги (1) : 1948/49